# Campeonato Mundial de Ciclismo en Pista de 1994
El XCI Campeonato Mundial de Ciclismo en Pista se celebró en Palermo (Italia) entre el 15 y el 20 de agosto de 1994 bajo la organización de la Unión Ciclista Internacional (UCI) y la Federación Ciclística de Italia.
Las competiciones se realizaron en el Velódromo Paolo Borsellino de la ciudad italiana. En total se disputaron 11 pruebas, 8 masculinas y 3 femeninas. Fue la última vez que se disputaron las pruebas masculinas de tándem y medio fondo.

## Medallistas

### Masculino
| Evento                  | Oro                                                                                  | Plata                                                                     | Bronce                                                                  |
| ----------------------- | ------------------------------------------------------------------------------------ | ------------------------------------------------------------------------- | ----------------------------------------------------------------------- |
| Velocidad individual    | Marty Nothstein Estados Unidos                                                       | Darryn Hill Australia                                                     | Michael Hübner · Alemania                                               |
| Persecución individual  | Christopher Boardman Reino Unido 4:27,742                                            | Francis Moreau Francia 4:39,301                                           | Jens Lehmann · Alemania ·                                               |
| Persecución por equipos | Alemania · Andreas Bach · Guido Fulst · Jens Lehmann · Danilo Hondo · Olaf Pollack · | Estados Unidos Carl Sundquist Dirk Copeland Mariano Friedick Adam Laurent | Australia Brett Aitken Stuart O'Grady Timothy O'Shannessey Rodney McGee |
| 1 km contrarreloj       | Florian Rousseau Francia 1:03,163                                                    | Erin Hartwell Estados Unidos 1:03,795                                     | Shane Kelly Australia 1:03,846                                          |
| Carrera por puntos      | Bruno Risi · Suiza · 35 pts.                                                         | Jan Bo Petersen Dinamarca 18 pts.                                         | Franz Stocher · Austria · 14 pts.                                       |
| Keirin                  | Marty Nothstein Estados Unidos                                                       | Michael Hübner · Alemania                                                 | Federico Paris · Italia                                                 |
| Medio fondo             | Carsten Podlesch · Alemania · 85 pts.                                                | Roland Königshofer · Austria · 57 pts.                                    | Alessandro Tessin · Italia · 42 pts.                                    |
| Tándem                  | Francia Fabrice Colas Frédéric Magné                                                 | Alemania · Emanuel Raasch · Jens Glücklich                                | Italia · Federico Paris · Roberto Chiappa                               |

### Femenino
| Evento                 | Oro                                     | Plata                                   | Bronce                                     |
| ---------------------- | --------------------------------------- | --------------------------------------- | ------------------------------------------ |
| Velocidad individual   | Galina Yeniujina · Rusia                | Félicia Ballanger Francia               | Oxana Grishina · Rusia                     |
| Persecución individual | Marion Clignet Francia 3:43,399         | Svetlana Samojvalova · Rusia · 3:50,898 | Janie Eickhoff Estados Unidos              |
| Carrera por puntos     | Ingrid Haringa · Países Bajos · 24 pts. | Svetlana Samojvalova · Rusia · 18 pts.  | Liudmila Harazhanskaya Bielorrusia 16 pts. |

## Medallero
| Núm. | País           | Oro | Plata | Bronce | Total |
| ---- | -------------- | --- | ----- | ------ | ----- |
| 1    | Francia        | 3   | 2     | 0      | 5     |
| 2    | Alemania       | 2   | 2     | 2      | 6     |
| 3    | Estados Unidos | 2   | 2     | 1      | 5     |
| 4    | Rusia          | 1   | 2     | 1      | 4     |
| 5    | Países Bajos   | 1   | 0     | 0      | 1     |
| 5    | Reino Unido    | 1   | 0     | 0      | 1     |
| 5    | Suiza          | 1   | 0     | 0      | 1     |
| 8    | Australia      | 0   | 1     | 2      | 3     |
| 9    | Austria        | 0   | 1     | 1      | 2     |
| 10   | Dinamarca      | 0   | 1     | 0      | 1     |
| 11   | Italia         | 0   | 0     | 3      | 3     |
| 12   | Bielorrusia    | 0   | 0     | 1      | 1     |
|      | TOTAL          | 11  | 11    | 11     | 33    |